# Verband Deutscher Altpfadfindergilden

Lilie des VDAPG

Der Verband Deutscher Altpfadfindergilden e.V. (VDAPG) ist die Organisation der Altpfadfindergilden in Deutschland mit Sitz im thüringischen Nesse-Apfelstädt. Er ist Mitglied der International Scout and Guide Fellowship (ISGF) in der Region Europa, Subregion Zentraleuropa. Der VDAPG ist offen für alle Pfadfinder-Bünde und Verbände.

## Geschichte
Ab 1960 wurden ehemalige Pfadfinder kontaktiert und zur Gründung einer Altpfadfinderbewegung aufgerufen. Am 21. Oktober 1967 wurde der VDAPG gegründet und 1971 als 28. Mitglied in die IFOFSAG (International Fellowship of Former Scouts and Guides, 1996 in ISGF geändert) aufgenommen. Da es Probleme mit der Zustimmung der deutschen Jugendverbände gegeben hatte, war während der Verhandlungen auch an eine Registrierung der deutschen Gilden in Österreich (PGÖ) gedacht worden. Im Oktober 1992 war der VDAPG Gründungsmitglied der Subregion Zentraleuropa.

## Organisation

### Begriffsbestimmungen
Der VDAPG ist für Administration, Organisation und Wachstum der Altpfadfinderbewegung in Deutschland zuständig. Er hält Kontakt zur ISGF sowie zu internationalen und nationalen Institutionen. Den lokalen Gilden vermittelt er Verbindungen untereinander und über die Grenzen, er stellt außerdem Publikationen und Hilfe zur Verfügung. Der VDAPG ist parteipolitisch und konfessional neutral und hat sich zum Ziel gesetzt, den Geist des Pfadfinderversprechens lebendig zu erhalten.
Der Vorstand ist das Führungsgremium des VDAPG. Im VDAPG bedeutet Gilde die Organisationsform für die Altpfadfinder einer Stadt oder einer Region. Im interkonfessionellen Bund der Pfadfinder*innen hat der Begriff Gilde zwei Bedeutungen: Sie ist der Zusammenschluss mehrerer Sippen in einem Stamm (in mehr scoutistisch ausgerichteten Bünden entspricht dies dem Trupp). Im VDAPG bestehen jedoch auch dem BdP nahestehende Gilden, die in diesem Fall eine Vereinigung von Altpfadfindern sind.

### Regionen
Es gibt fünf Regionen, die korporativen Mitglieder und die außerordentlichen Gilden.
1. Region Nord (11 Gilden)
2. Region West (5 Gilden)
3. Region Süd (5 Gilden)
4. Region Nordrhein-Westfalen (10 Gilden)
5. Region Ost (3 Gilden)
6. Korporative Mitglieder (7 Organisationen)

## Mitglieder

### Beitritt
Für den Beitritt zum VDAPG gibt es kein Mindestalter, doch sind es üblicherweise Pfadfinder, die in einem der Bünde herangewachsen sind und sich nun einer Gilde anschließen. Auch Erwachsene, die keine Pfadfinder gewesen sind, können Mitglieder werden. Sollte sich in der näheren Umgebung keine Gilde befinden, so kann der Interessent der Verbandsgilde beitreten. Diese hat Mitglieder in der ganzen Welt.

### Mitgliedszahlen
Der VDAPG hat nach eigenen Angaben 750 Mitglieder (Stand von 2007). Er besteht derzeit aus 35 Gilden und 7 korporativen Mitgliedern.

## Aktionen
- Hilfe für die Jugendverbände: auf Anforderung wird den aktiven Pfadfinderverbänden jede nur mögliche Hilfe gegeben, so wird z. B. bei Großlagern Verwaltung und Organisation unterstützt
- Zentralarchiv des deutschen Pfadfindens
- Der neue Hamburger Singewettstreit fand erstmals am 17. Februar 1978 unter dem Namen Singewettstreit der Altpfadfindergilde Hamburg e.V. im Audimax der Universität Hamburg statt. Heute wird er von Mitgliedern verschiedener Jugendbünde veranstaltet.[3]
- Briefmarkenbank und Brillenbank: gebrauchte Brillen werden gesammelt und an die Dritte Welt weitergegeben, Briefmarken werden verkauft und mit dem Erlös wird Pfadfinderführern aus Entwicklungsländern eine Ausbildung ermöglicht

## Publikationen
Die Gilde, Mitgliederzeitschrift des VDAPG, erscheint viermal jährlich